# Reprise de volée
 (juin 2013).
Si vous disposez d'ouvrages ou d'articles de référence ou si vous connaissez des sites web de qualité traitant du thème abordé ici, merci de compléter l'article en donnant les références utiles à sa vérifiabilité et en les liant à la section « Notes et références ».
 (septembre 2014).

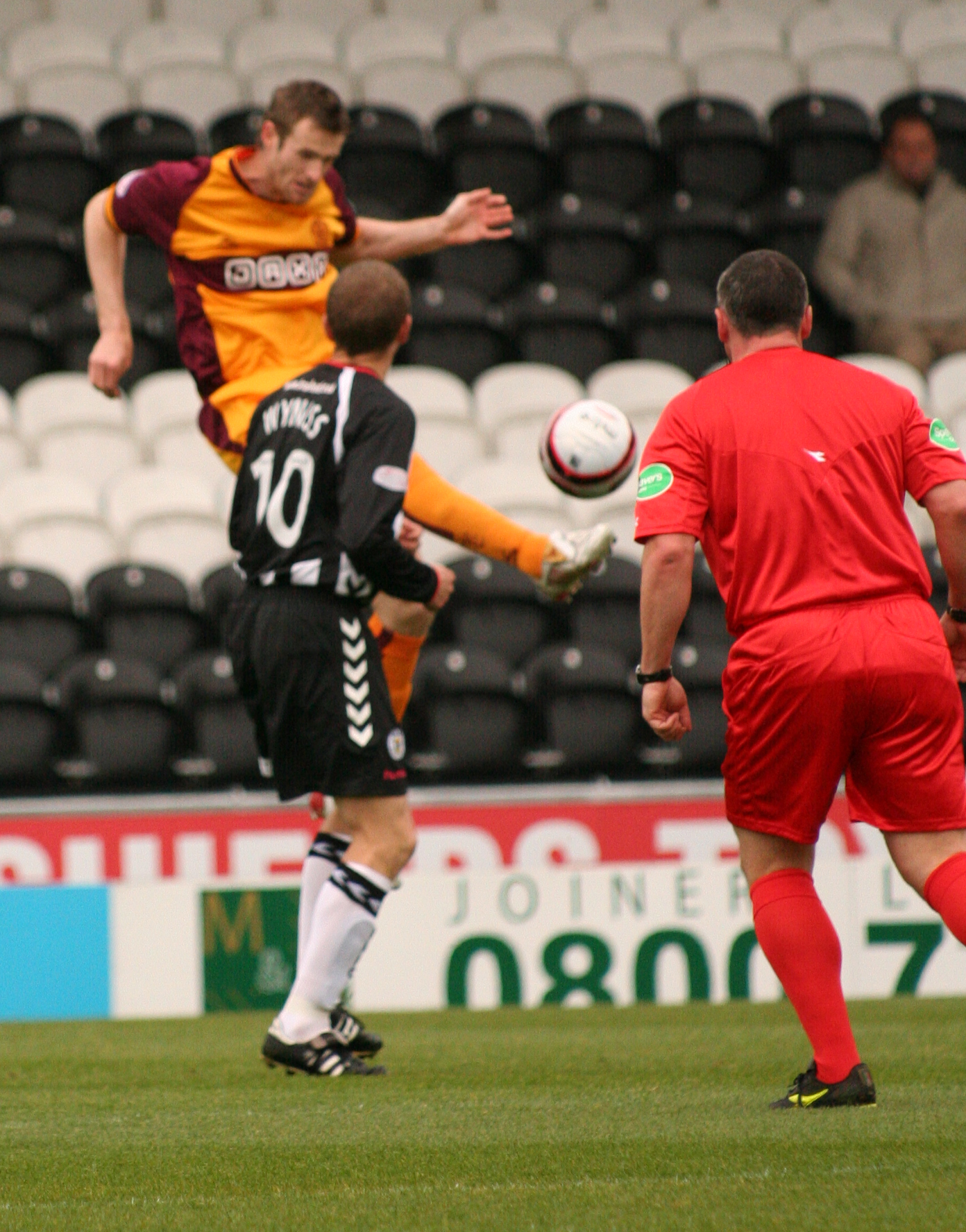
Un footballeur saute dans les airs pour effectuer une reprise de volée

La reprise de volée est l’action de frapper le ballon ou la balle lorsqu'il ou elle est en l'air. On utilise souvent ce terme pour les sports tels que le football.
La reprise de volée peut aussi être appelée : bicyclette, ciseau retourné, retourné acrobatique. Son principe est de frapper le ballon avant qu'il ne retombe sur le sol.

## Histoire
D'après Eduardo Galeano, Ramon Unzaga aurait inventé ce geste sur un terrain de football de Talcahuano au Chili.
Certaines reprises de volée au football sont devenues très célèbres, comme celle de Zinédine Zidane contre le Bayer Leverkusen, lors de la finale de la ligue des champions 2001-2002, ou encore celle de Cristiano Ronaldo lors du match de la Juventus de Turin face au Real Madrid.
Le Prix Puskás  2022 est remis, pour la première fois, à un athlète handisport, Marcin Olesky, pour une reprise de volée.